# Bicknell (Indiana)
Bicknell es una ciudad ubicada en el condado de Knox en el estado estadounidense de Indiana. En el Censo de 2010 tenía una población de 2915 habitantes y una densidad poblacional de 836,17 personas por km².

## Geografía
Bicknell se encuentra ubicada en las coordenadas 38°46′28″N 87°18′28″O / 38.77444, -87.30778. Según la Oficina del Censo de los Estados Unidos, Bicknell tiene una superficie total de 3.49 km², de la cual 3.49 km² corresponden a tierra firme y (0%) 0 km² es agua.

## Demografía
Según el censo de 2010, había 2915 personas residiendo en Bicknell. La densidad de población era de 836,17 hab./km². De los 2915 habitantes, Bicknell estaba compuesto por el 97.6% blancos, el 0.55% eran afroamericanos, el 0.24% eran amerindios, el 0.17% eran asiáticos, el 0% eran isleños del Pacífico, el 0.41% eran de otras razas y el 1.03% pertenecían a dos o más razas. Del total de la población el 1.85% eran hispanos o latinos de cualquier raza.